# روگاویتسا
روگاویتسا (به لهستانی:  Rogawica) یک روستا در لهستان است که در گمینا سووپسک واقع شده‌است. روگاویتسا ۲۶۲ نفر جمعیت دارد.